# Saint-Norbert (circonscription électorale)
Pour les articles homonymes, voir Saint-Norbert (homonymie).
Circonscription électorale provinciale du Canada
Saint-Norbert est une ancienne circonscription électorale provinciale du Manitoba (Canada). Cette circonscription du sud de Winnipeg a été représentée à l'Assemblée législative de 1870 à 1879 et de 1981 à 2019

## Liste des députés

### 1870-1879

#### Saint-Norbert-Nord
| Saint-Norbert-Nord | Saint-Norbert-Nord | Saint-Norbert-Nord          | Saint-Norbert-Nord | Saint-Norbert-Nord | Saint-Norbert-Nord |
| Nom                | Nom                | Parti                       | Mandat             | Législature        |                    |
| ------------------ | ------------------ | --------------------------- | ------------------ | ------------------ | ------------------ |
|                    | Joseph Lemay       | Gouvernement/Parti français | 1870 - 1874        | 1re                |                    |

#### Saint-Norbert-Sud
| Saint-Norbert-Sud | Saint-Norbert-Sud | Saint-Norbert-Sud           | Saint-Norbert-Sud | Saint-Norbert-Sud | Saint-Norbert-Sud |
| Nom               | Nom               | Parti                       | Mandat            | Législature       |                   |
| ----------------- | ----------------- | --------------------------- | ----------------- | ----------------- | ----------------- |
|                   | Pierre Delorme    | Gouvernement/Parti français | 1870 - 1874       | 1re               |                   |

#### Saint-Norbert
| Saint-Norbert | Saint-Norbert  | Saint-Norbert               | Saint-Norbert | Saint-Norbert | Saint-Norbert |
| Nom           | Nom            | Parti                       | Mandat        | Législature   |               |
| ------------- | -------------- | --------------------------- | ------------- | ------------- | ------------- |
|               | Joseph Dubuc   | Gouvernement/Parti français | 1874 - 1878   | 2e            |               |
|               | Pierre Delorme | Gouvernement/Parti français | 1878 - 1879   | 3e            |               |
|               | Pierre Delorme | Opposition/Parti français   | 1879 - 1879   | 4e            |               |

### 1981-2019
Les circonscriptions limitrophes étaient Rivière-Seine à l'est, Chemin-Dawson au sud, Morris à l'ouest et Riel, Fort Garry et Fort Whyte au nord.
| Saint-Norbert | Saint-Norbert     | Saint-Norbert             | Saint-Norbert | Saint-Norbert | Saint-Norbert |
| Nom           | Nom               | Parti                     | Mandat        | Législature   |               |
| ------------- | ----------------- | ------------------------- | ------------- | ------------- | ------------- |
|               | Gerry Mercier     | Progressiste-conservateur | 1981 - 1986   | 32e           |               |
|               | Gerry Mercier     | Progressiste-conservateur | 1986 - 1988   | 33e           |               |
|               | John Angus        | Libéral                   | 1874 - 1878   | 34e           |               |
|               | Marcel Laurendeau | Progressiste-conservateur | 1990 - 1995   | 35e           |               |
|               | Marcel Laurendeau | Progressiste-conservateur | 1995 - 1999   | 36e           |               |
|               | Marcel Laurendeau | Progressiste-conservateur | 1999 - 2003   | 37e           |               |
|               | Marilyn Brick     | Néo-démocrate             | 2003 - 2007   | 38e           |               |
|               | Marilyn Brick     | Néo-démocrate             | 2007 - 2011   | 39e           |               |
|               | Dave Gaudreau     | Néo-démocrate             | 2011 - 2016   | 40e           |               |
|               | Jon Reyes         | Progressiste-conservateur | 2016 - 2019   | 41e           |               |